# Bako Sahakyan
Bako Sahakyan (en armenio: Բակո Սահակյան) (Stepanakert, Alto Karabaj, 30 de agosto de 1960) es un político de Alto Karabaj. Entre 2001 y junio de 2007 fue el jefe de seguridad de la autoproclamada República de Nagorno Karabaj, renunció para presentarse a las elecciones, que ganó, y fue el cuarto presidente de la actual República de Artsaj hasta 2020. Anteriormente había servido en el Ejército Rojo y había trabajado en una fábrica en Stepanakert.
Bako Sahakyan se presentó como independiente, y ganó las elecciones con un 85% de los votos, sucediendo a Arkadi Ghukasyan. Se ha dicho que los votantes confiaron en él por su experiencia en los servicios de seguridad. Prometió la independencia completa de Nagorno-Karabakh, usando el ejemplo del reconocimiento internacional de Kosovo como estado independiente, que podría facilitar el reconocimiento de la soberanía de Nagorno-Karabakh.